# Anna Petrakova
Anna Viktorovna Petrakova (in russo Анна Викторовна Петракова?; Budapest, 4 dicembre 1984) è un'ex cestista russa.
È la figlia di Viktor Petrakov.

## Carriera
Con la Russia ha disputato i Giochi olimpici di Londra 2012 e i Campionati europei del 2013.